# Сёва (деревня)
 Сёва  — деревня в Глазовском районе Удмуртии в составе сельского поселения Понинское.

## География
Находится на расстоянии примерно 35 км на север-северо-восток по прямой от центра района города Глазов.

## История
Известна с 1891 года как починок При реке Севе (Николаев), где в 1905 году было дворов 14 и жителей 73. С 1932 года деревня Сева.

## Население
Постоянное население составляло 15 человек (русские 73 %) в 2002 году, 3 в 2012.